# Kättslinge
Kättslinge är en bebyggelse öster om Jumkils kyrka och norr om länsväg 272 i Jumkils socken i Uppsala kommun. Från 2015 avgränsar SCB här en småort.